# Teneniai
Teneniai is een plaats in het Litouwse district Tauragė. De plaats telt 369 inwoners (2001).